# トッコ・カウディオ
トッコ・カウディオ（イタリア語: Tocco Caudio）は、イタリア共和国カンパニア州ベネヴェント県にある、人口約1,600人の基礎自治体（コムーネ）。

## 地理

### 位置・広がり
ベネヴェント県のコムーネ。県都ベネヴェントから西へ13kmの距離にある。

#### 隣接コムーネ
隣接するコムーネは以下の通り。
- ボネーア
- ブッチャーノ
- カンポリ・デル・モンテ・タブルノ
- カウターノ
- フラッソ・テレジーノ
- モイアーノ
- モンテサルキオ
- サンターガタ・デ・ゴーティ

## 歴史
南イタリアのこの山岳地帯にある多くの古い都市と同様に、トッコ・カウディオの旧市街も尾根の上に建設された。トッコ・カウディオの尾根はかなり小さな丘である。このような設計は、都市の防御を容易にするためのものであり、また旅人は尾根伝いの道をたどるために川を渡らずに済む。多くの中世の都市がそうであるように、町はかなり小さくまとまっており、街路は狭い。
20世紀に入ると、トッコ・カウディオの旧市街は自動車がほとんど入ることができないため、かつて住民にとって有益だった都市の構造は不便なものとなった。旧市街には、急で狭い坂道を上がる必要があり、自動車が通行できるのもメインストリートの一部のみであった。このため旧市街の多くの家屋や店舗が不便さから放棄され、新しい家屋がその周辺に建てられるようになった（同じ県内の都市ではサンターガタ・デ・ゴーティなども同様である）。
1980年から1981年にかけての一連の地震（イルピーナ地震 (1980 Irpinia earthquake) ）によって、トッコ・カウディオの旧市街は大きな被害を受けた。旧市街は再建されず、市民は街を完全に放棄して尾根の周囲に居住することを余儀なくされた。現在「トッコ・カウディオ」の名で呼ばれる街は二つある。無人となった旧市街と、Friuniという場所に築かれた新しい街である。
旧市街の建物の多くは放棄され、ゴーストタウンとなっている。サン・ヴィツェンツォ教会の屋根は崩れてしまったが、特徴的な螺旋型の屋根を戴いたレンガ造りの鐘楼は美しい形で残っている。2000年より、自治体および県当局は古い教会を、被災からの復興のシンボルとして再建するための政府からの補助を受けている。

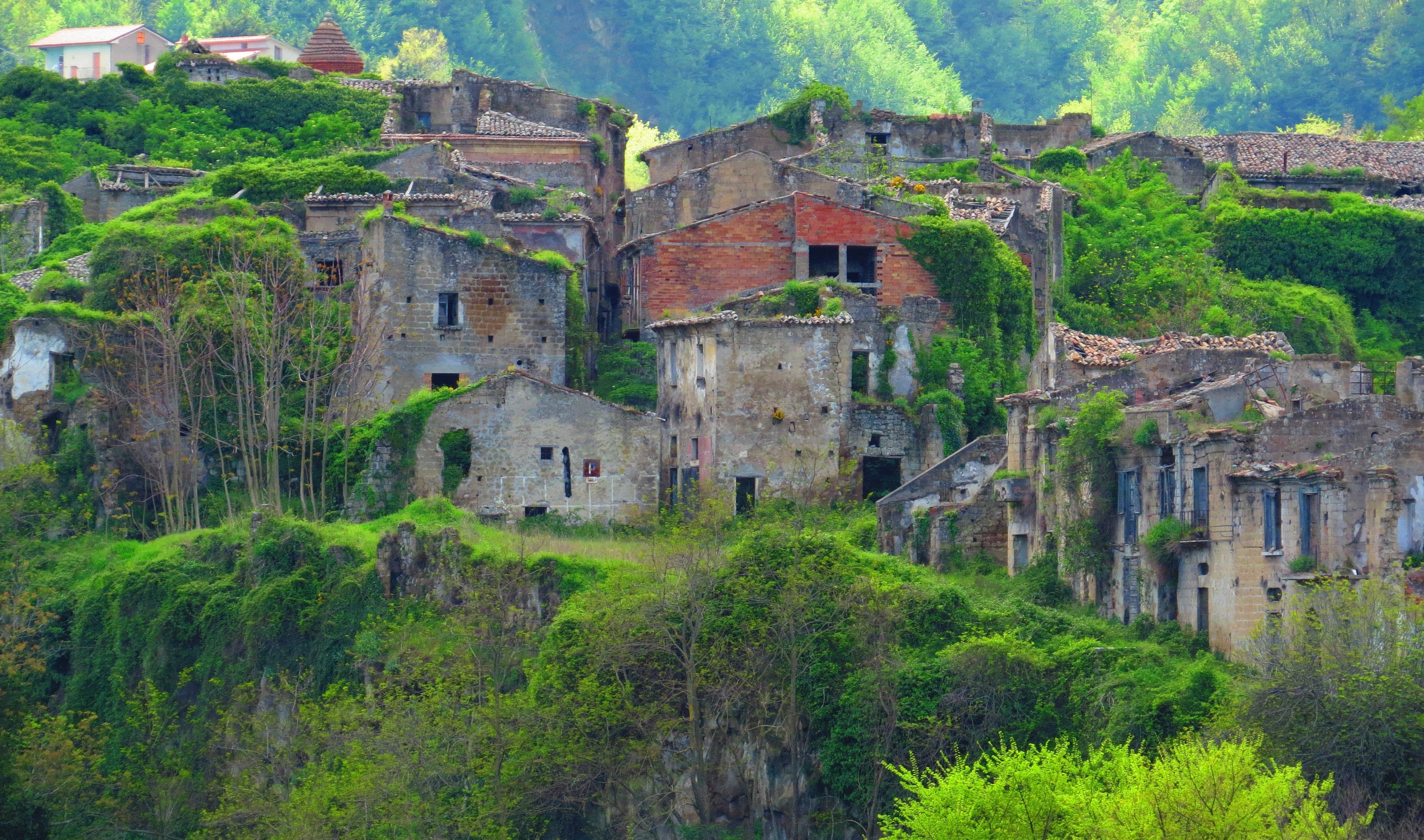
放棄された旧市街
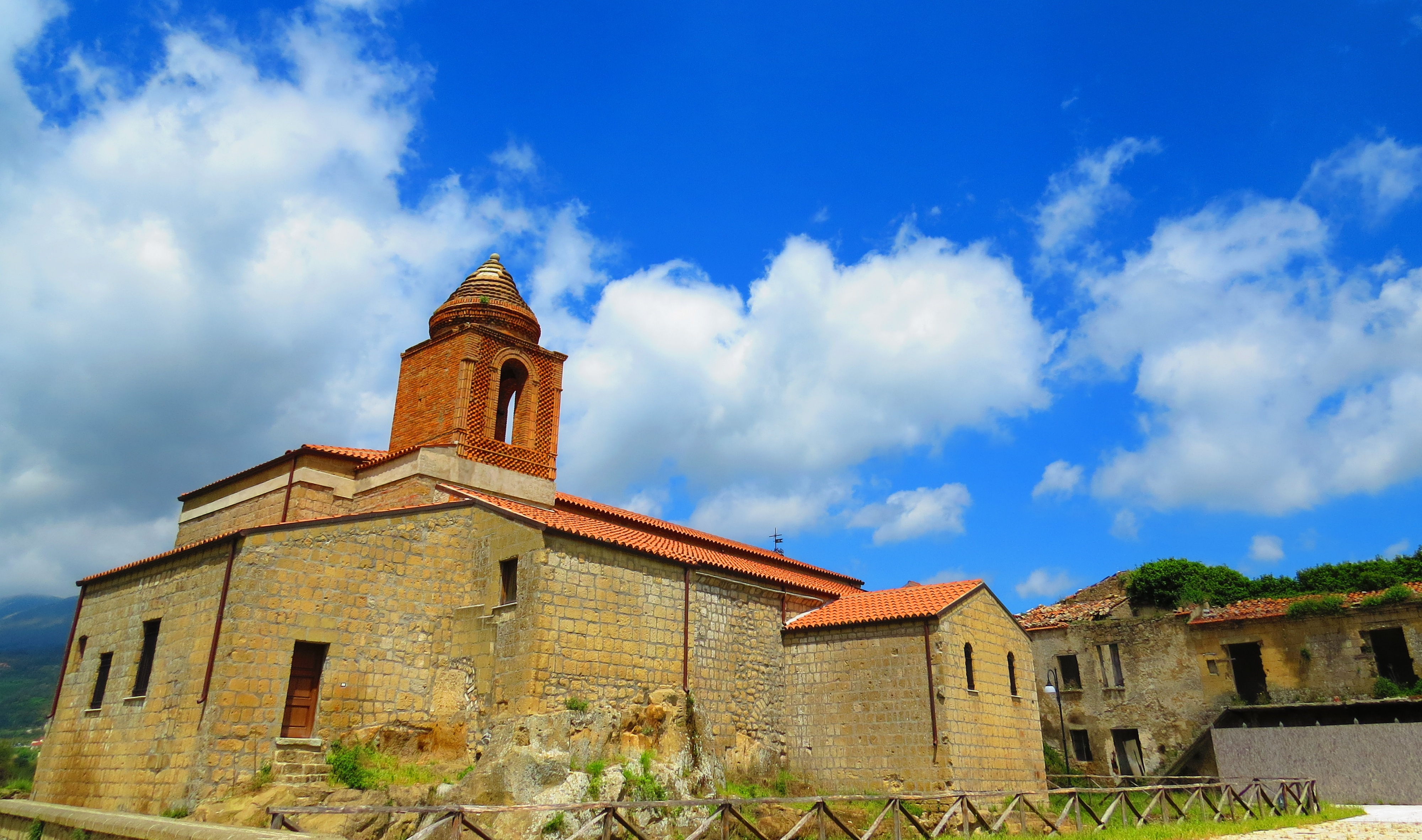
旧市街のサン・ヴィツェンツォ教会
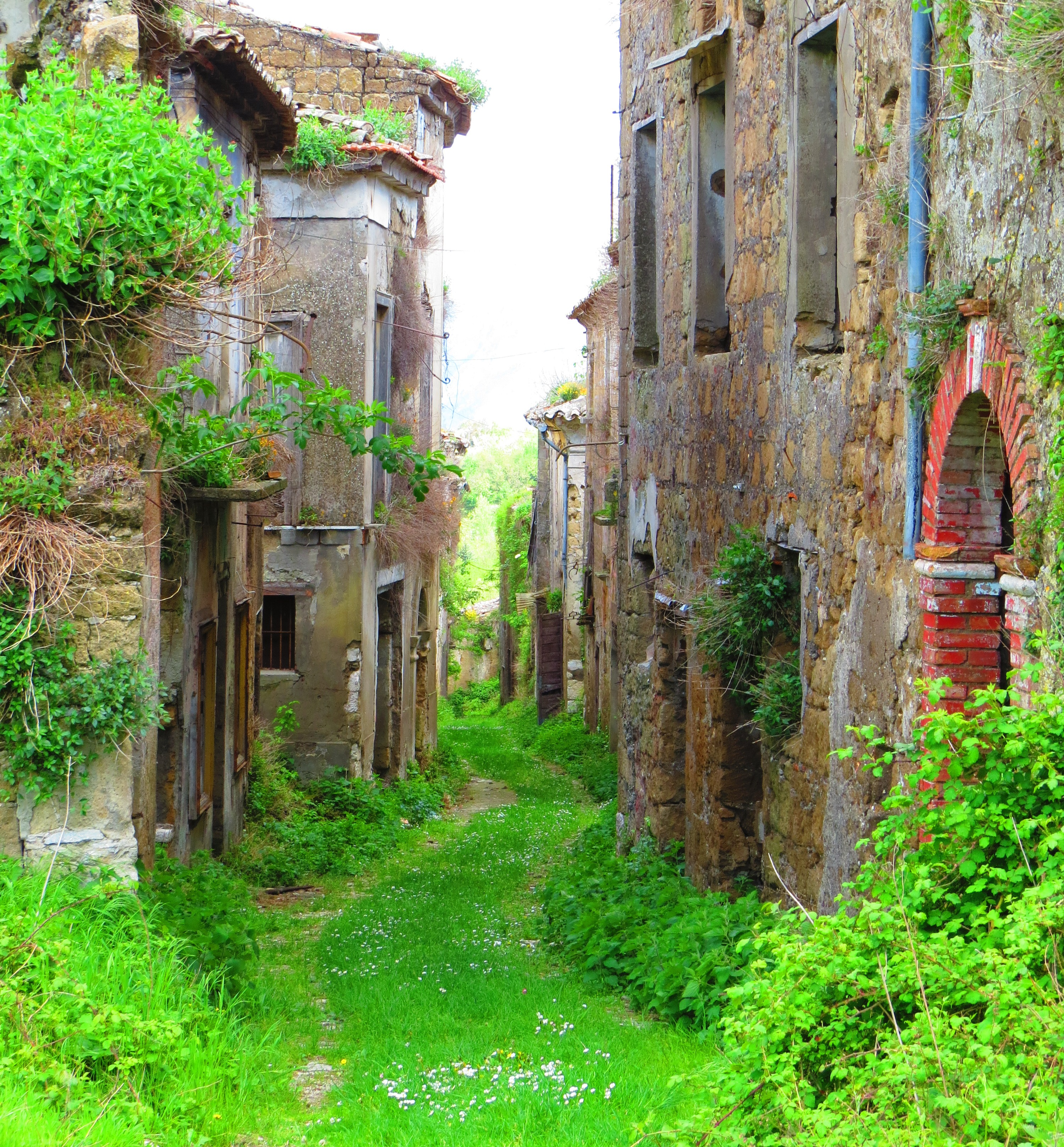
放棄された旧市街
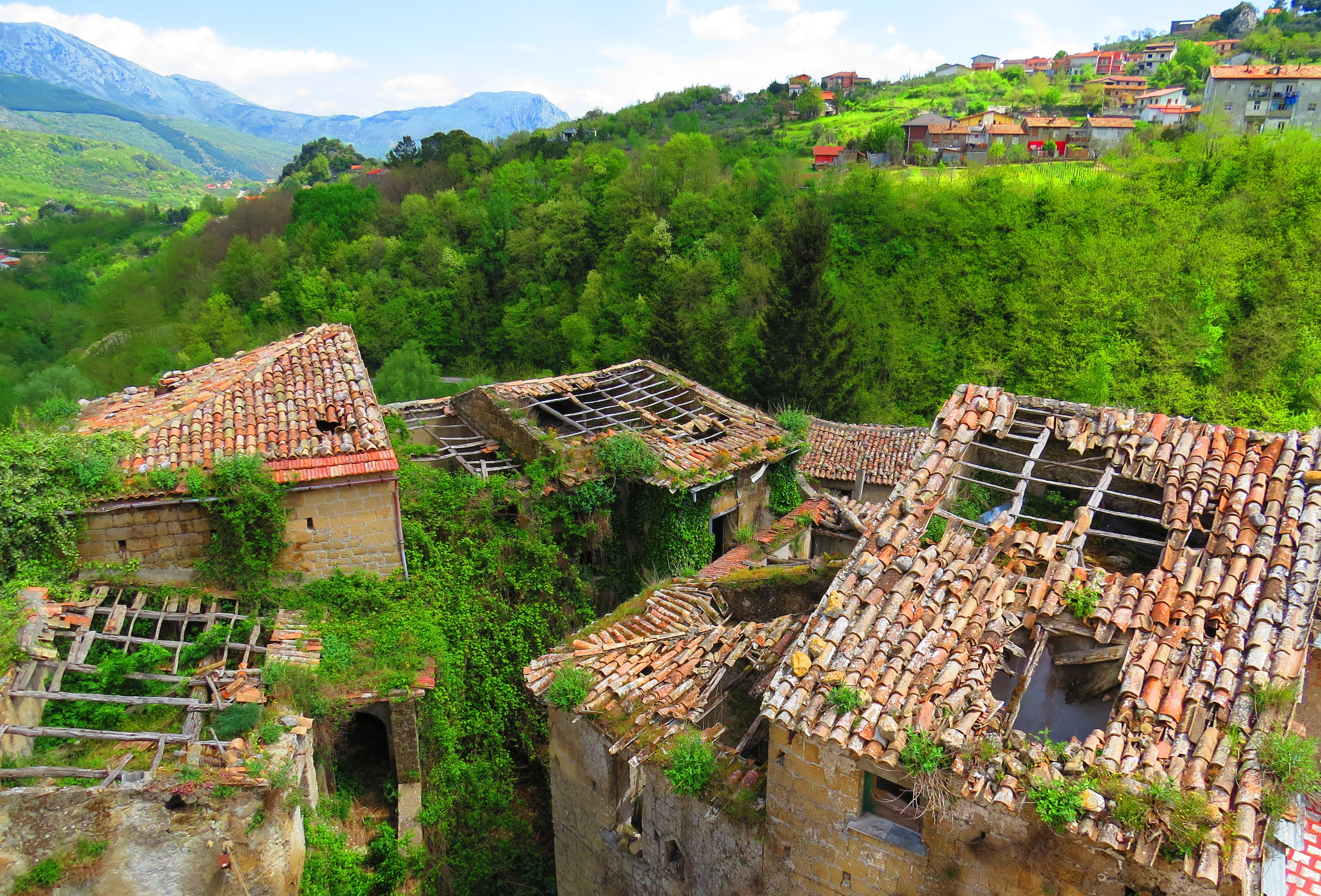
旧市街（手前）と新市街（奥）

## 人物

### 著名な出身者
- ニコラ・サーラ - 18世紀の作曲家